# Google Moon
Google MoonはGoogle Earthに似たサービスであり、月の衛星写真を見ることができる。このサービスはGoogleが2005年7月に始めた。アポロ計画の各ミッションの着陸地を衛星写真で見ることができ、ユーザがズームをすることで詳細な情報を得ることができる。

## 初期のバージョン
Google Moonの初期のバージョンでは、低解像度の月の衛星写真しかなく、ユーザーがズームをするとチーズの模様が現れた。チーズの模様は、高解像度の衛星写真が得られるまで用いられた。

## 最新のバージョン
(出典:)
Google Moonの最新のバージョンには3つのモードがある。

### アポロモード (Apollo)
このモードではアポロ計画の各ミッションの情報を得られ、NASAによる地図・画像・ビデオ・Google ストリートビュー形式のパノラマ写真などを見ることができる。

### 可視化モード (Visible)
このモードでは月探査機のクレメンタインから提供された衛星写真を見ることができる。

### 標高モード (Elevation)
このモードでは月の標高が偽色を用いて表現されていて、標高を視覚的に把握できる。

### 地形図 (Charts)
この機能を用いると、アポロ時代の月面の地質・地形図を見ることができる。

## Google Earthにおける月の画像
Google Earth 5ではアポロ11号の月面着陸40周年を記念して、2009年7月20日に月面が見られるサービスを始めた。このサービスではGoogle Moonのブラウザバージョンよりも高解像度の画像が見られ、また、月の地形を3次元的に見ることができる。日本の月周回衛星かぐやも月の写真を提供している。